# Father of the Bride (album)
Father of the Bride è il quarto album in studio del gruppo musicale statunitense Vampire Weekend, pubblicato nel 2019.

## Tracce
1. Hold You Now (featuring Danielle Haim) – 2:33
2. Harmony Hall – 5:08
3. Bambina – 1:42
4. This Life – 4:28
5. Big Blue – 1:48
6. How Long? – 3:32
7. Unbearably White – 4:40
8. Rich Man – 2:29
9. Married in a Gold Rush (featuring Danielle Haim) – 3:42
10. My Mistake – 3:18
11. Sympathy – 3:46
12. Sunflower (featuring Steve Lacy) – 2:17
13. Flower Moon (featuring Steve Lacy) – 3:57
14. 2021 – 1:38
15. We Belong Together (featuring Danielle Haim) – 3:10
16. Stranger – 4:08
17. Spring Snow – 2:40
18. Jerusalem, New York, Berlin – 2:54